# پیک جنوب (رمان)
پیک جنوب (به فرانسوی: Courrier sud) اولین رمان نویسندهٔ فرانسوی، آنتوان دو سنت‌اگزوپری است. این رمان در سال ۱۹۲۹ منتشر شده‌است و در قالب شخصیت داستان، ژاک بِرنی (Jacques Bernis)، داستان زندگی خود و احساسات خویش را در پروازهایش نقل می‌کند. شخصیت ژنویِو (Geneviève) نیز براساس لویی دُ ویلمورَن (Louis de Vilmorin)، زیست‌شناس و شیمی‌دان فرانسوی (۱۸۱۶–۱۸۶۰)، نوشته شده‌است.